# Innerer Schweinehund
Die Bezeichnung innerer Schweinehund umschreibt – oft als Vorwurf – die Allegorie der Willensschwäche, die eine Person daran hindert, unangenehme Tätigkeiten auszuführen, obwohl sie entweder als ethisch geboten gesehen werden (z. B. Probleme anzugehen, sich einer Gefahr auszusetzen etc.) oder für die jeweilige Person sinnvoll erscheinen (z. B. eine Diät einzuhalten). Die Allegorie kann somit in eine direkte Verbindung zur Motivation gebracht werden; ebenso ist sie eine metaphorische Umschreibung der Akrasia.
Meist ist von der Überwindung des inneren Schweinehundes die Rede, um zu verdeutlichen, dass für die Erledigung einer bestimmten Aufgabe keine persönliche Neigung ausschlaggebend ist, sondern Selbstdisziplin. Dieser Zusammenhang deutet auch eine Sichtweise an, der zufolge letztlich jedem ein innerer Schweinehund innewohnt und der Makel erst darin besteht, dieser Unlust nachzugeben.

## Etymologie

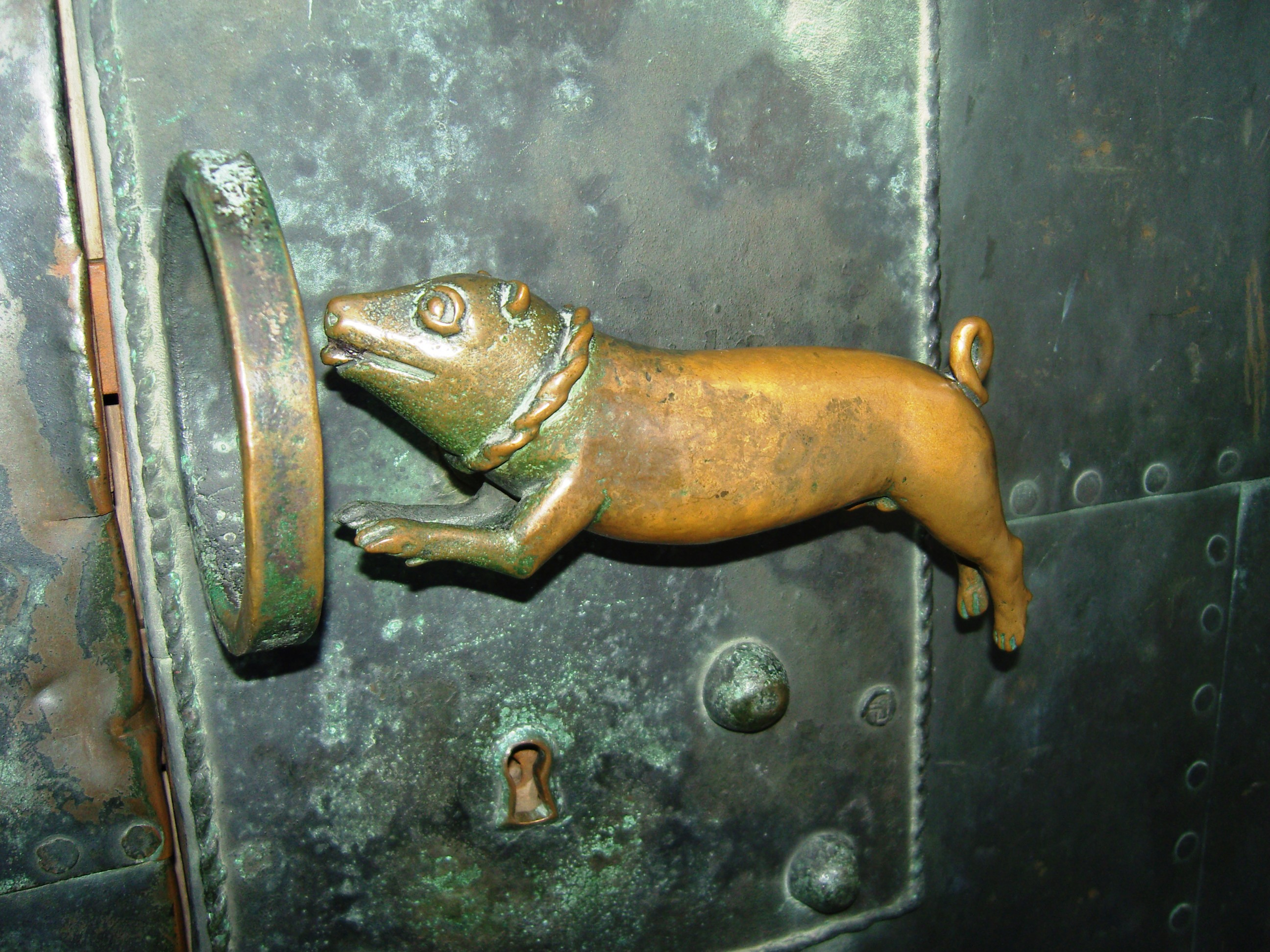
Schweinehund

Der Wortbestandteil Schweinehund bezeichnete bis ins 19. Jahrhundert den Hütehund (auch Scheinhund), der bei der Schweinehaltung im Wald eingesetzt wurde, ist schon in der Studentensprache des 19. Jahrhunderts als grobes Schimpfwort bekannt und geht auch auf den zur Wildschwein-Jagd eingesetzten Sauhund zurück. Dessen Aufgaben wie Hetzen, Ermüden und Festhalten wurden auf die Charaktereigenschaften bissiger Menschen übertragen. Das Wort existiert nur im Deutschen, Schwedischen (svinhund) und Russischen (свинособака) und kann nicht wörtlich übertragen werden.

## Gebrauch

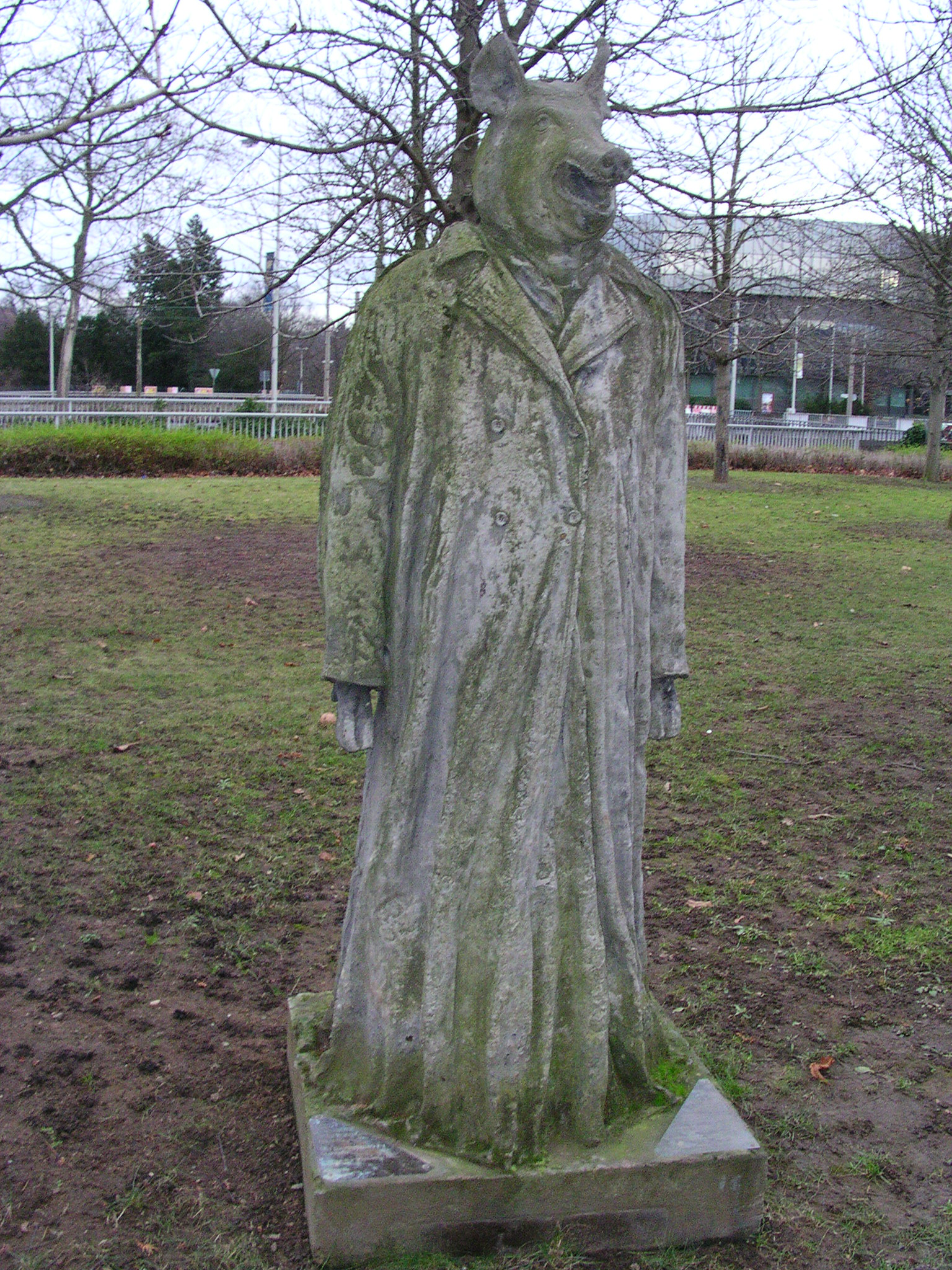
Künstlerische Darstellung
Mein innerer Schweinehund, Bonn
des dänischen Bildhauers Jens Galschiøt, 1993

Der Ausdruck innerer Schweinehund war bereits vor dem Zweiten Weltkrieg im Gebrauch. Einer der frühesten Belege für diesen Ausdruck ist eine Rede des SPD-Abgeordneten Kurt Schumacher: Am 23. Februar 1932, ein Jahr vor Hitlers Machtergreifung, attackiert Schumacher die Nationalsozialisten. Die nationalistische Agitation sei ein „dauernder Appell an den inneren Schweinehund im Menschen.“
Kurze Zeit später, am 26. Juli 1932, verwendete Kurt von Schleicher, damals Reichswehrminister, den Begriff bei einer Rundfunkansprache im Zusammenhang mit jungen Soldaten, die „ihrem Körper etwas Außerordentliches abgewonnen und das erste Mal in ihrem Leben ihren inneren Schweinehund ganz besiegt haben.“ Daraufhin schrieb Leo Trotzki, alle Kommunisten sollten sich „die Soldatenformel zu eigen machen“, bezog den Begriff dabei jedoch auf den innenpolitischen Gegner, die Nationalsozialisten.
Im Zweiten Weltkrieg war es allgemeines Landserdeutsch und danach bei Trainern und Turnlehrern noch lange als „Besiegen des inneren Schweinehundes“, also der Überwindung von Faulheit und mangelnder Disziplin, in Gebrauch. 
Der Schriftsteller Ingvar Ambjørnsen meint, dass der „Schweinehund“ in Skandinavien allgemein bekannt sei. In dortigen Comics, die den Zweiten Weltkrieg als Motiv haben, gebrauchen die deutschen Besatzer ständig dieses Wort. Der ähnliche Dänische Ausdruck Indre Svinehund bedeutet der böswillige, hasserfüllte Drang, der sich hinter dem scheinbar freundlichen und toleranten Äußeren einer Person verbirgt.